# Гастінгс
Га́стінгс (англ. Hastings) — місто та боро у графстві Східний Сассекс, розташоване на південному узбережжі Англії.

## Історія
Відоме з VIII століття. В XI столітті — незначне містечко в Англії, на південь від Лондона, у якому в 1066 р. військо Вільгельма Завойовника розбило армію короля Гарольда II. Після цього Вільгельм став королем Англії й засновником нової династії англійських королів. На місці битви незабаром було засновано містечко, яке так і називається — Баттл (англ. Battle, дослівно — Битва), воно розташоване за 8 км від сучасного Гастінгса.
У Середньовіччі — морський порт, один з П'яти портів Англії, згодом втратив значення.

## Сучасність

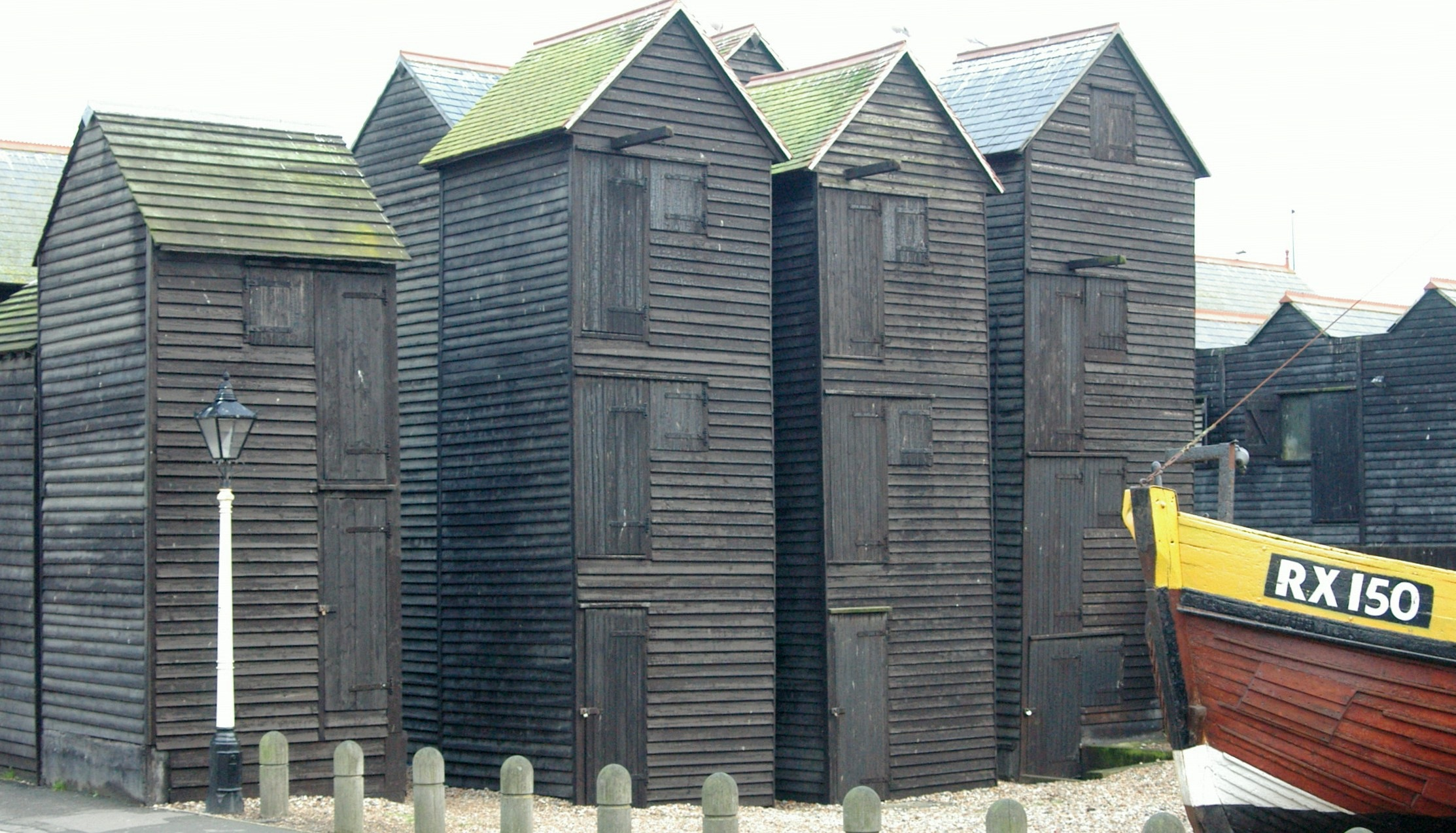
Шопи для рибальських сіток в Гастінгсі

Сучасний Гастінгс відомий як приморський курорт і центр рибальства. 
У 2008 населення становило близько 86,4 тис. жителів. 
З 1920 у місті щорічно відбувається відомий міжнародний шаховий турнір.